# Diversitermes
Diversitermes es un género de termitas  perteneciente a la familia Termitidae que tiene las siguientes especies:

## Especies
1. Diversitermes aporeticus
2. Diversitermes castaniceps
3. Diversitermes diversimiles
4. Diversitermes eidmanni
5. Diversitermes needhami